# Wspomnienia prokuratora
Wspomnienia prokuratora – cykl humorystycznych słuchowisk radiowych z lat 70. XX wieku. Autorem jest Adam Kreczmar.

## Treść
Głównym bohaterem jest polski Stary Prokurator o nazwisku Ski. Opowiada on każdorazowo radiosłuchaczom o swoim śledztwie. Czasem goni po całym świecie nieuchwytnego przestępcę – Marusia lub piękną Endżi. Innym razem rozpracowuje gangi lub chwyta sprytnych złoczyńców. 
Niektóre śledztwa to parodie różnych utworów literackich, np. Odysei, Hamleta, Makbeta, Czerwonego Kapturka, Sherlocka Holmesa. 

## Postacie
W postać prokuratora wcielił się aktor o charakterystycznym głosie – Henryk Borowski.
Występują także:
- Maruś, inne role – Władysław Kowalski
- Endżi, inne role – Ewa Milde
- różne role – Jan Matyjaszkiewicz
- gościnnie: Kazimierz Kaczor, Marian Kociniak, Franciszek Pieczka, Krzysztof Chamiec, Barbara Wrzesińska.